# Рожанович, Пётр Михайлович
Пётр Михайлович Рожанович (1906—1948) — Гвардии генерал-лейтенант артиллерии (20.04.1945), участник Великой Отечественной войны.

## Биография

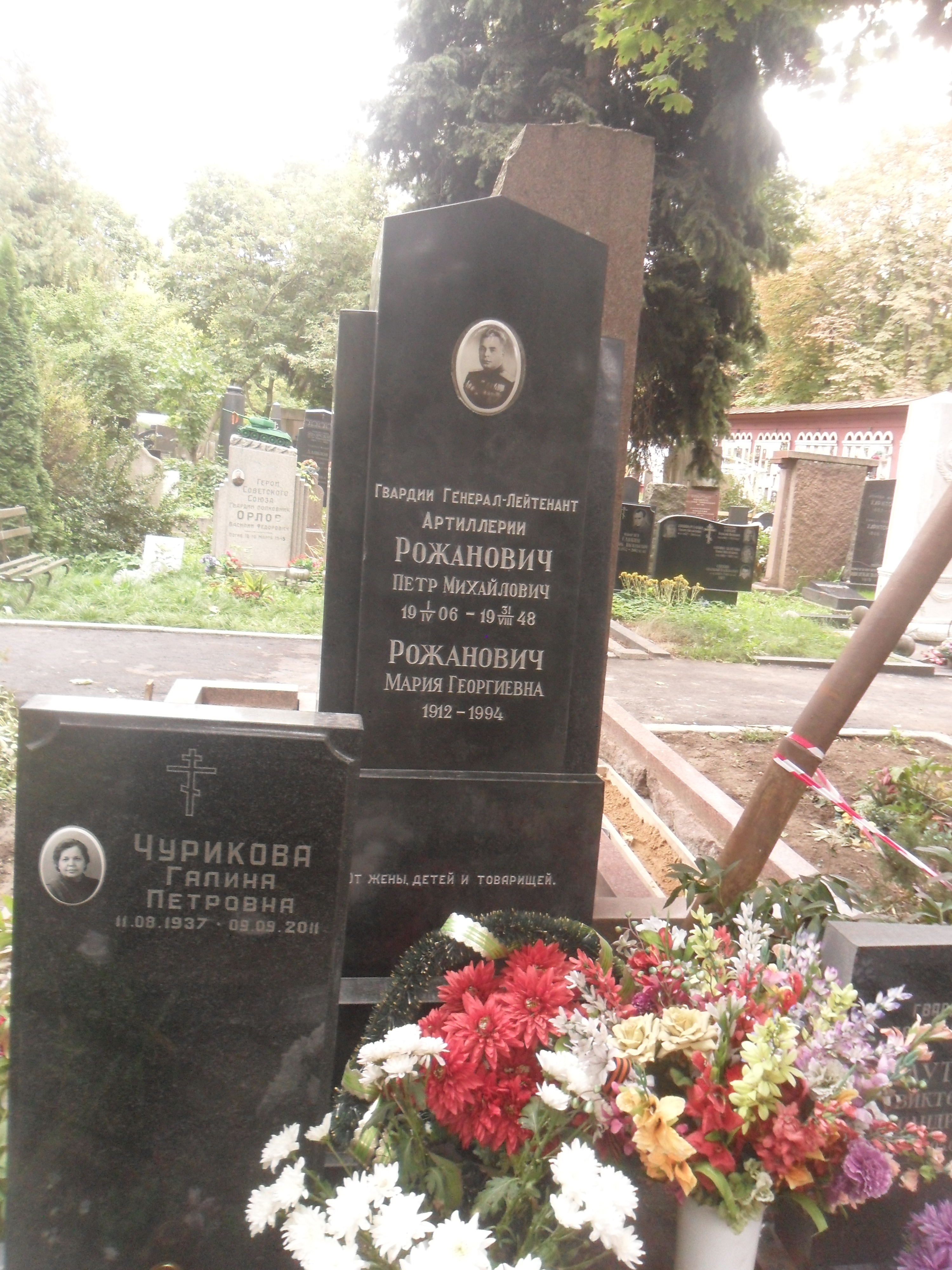
Могила Рожановича на Новодевичьем кладбище Москвы.

Пётр Михайлович Рожанович родился 1 апреля 1906 года в Тбилиси. В Рабоче-крестьянской Красной Армии с октября 1924 года. В 1928 году окончил 1-ю Ленинградскую артиллерийскую школу, в 1934 году — Военную артиллерийскую академию имени Ф. Э. Держинского, в 1937 году окончил Военную академию имени М. В. Фрунзе. С июня 1940 года командовал 378-м гаубичным артполком 155-й стрелковой дивизии.
В той же должности встретил начало Великой Отечественной войны, на её третий день был назначен командиром 141-го гаубичного артиллерийского полка 155-й стрелковой дивизии которая вела боевые действия в составе 13-й армии в Белоруссии. В ноябре 1941 года был назначен начальником оперативного отдела штаба артиллерии Волховского фронта. С мая 1942 года командовал 1197-м гаубичным артиллерийским полком боевых машин Резерва Главного Командования. В ноябре 1942 года Рожанович был назначен командиром 8-й артиллерийской дивизии прорыва Резерва Главного Командования. С сентября 1944 года командовал 2-м гвардейским артиллерийским корпусом прорыва, с ноября 1944 — 6-м артиллерийским корпусом прорыва РГК.
После войны Рожанович продолжал службу в Советской Армии, командовал 6-м артиллерийским корпусом прорыва, с июня 1946 — командовал 4-м артиллерийским корпусом прорыва. Скончался 31 августа 1948 года, из-за осложнений возникших после операции на поджелудочной железе, похоронен на Новодевичьем кладбище Москвы.
Был награждён двумя орденами Ленина, орденом Красного Знамени, орденом Суворова 2-й степени, орденом Кутузова 2-й степени, орденом Богдана Хмельницкого 2-й степени, рядом медалей.